# Spaření
Spaření je postup používaný k úpravě surovin pro přípravu pokrmů. Spočívá v krátkodobém zahřátí na 100 °C ve vroucí vodě. Suroviny bývají spařovány z nejrůznějších důvodů - pro snazší zpracovatelnost, pro zlepšení chutí, konzistence, odstranění termolabilních jedů, likvidaci choroboplodných zárodků a podobně. Specifický druh spaření, kdy je následně surovina prudce schlazena, se nazývá blanšírování.

## Spaření zeleniny
Spařená zelenina může vykazovat lepší strukturu, barvu (špenát), případně jde snáze loupat (rajčata), u některých druhů dochází k odstranění hořkosti (ředkev), palčivosti a podobně.

## Spaření živočichů
Mnohé druhy drůbeže se spařují pro snazší škubání peří (naopak některé jsou tradičně škubány na sucho, např. bažant). Podobně se postupuje při zabíjačce při odstranění srsti prasete.

## Spaření hub
Druhy hub, které obsahují termolabilní či prchavé jedy (nebo jsou z jejich obsahu podezřelé), se před tepelným zpracováním obvykle spařují. Jde především o jedlé druhy ucháčů, smržů a kačenek, které mohou podle některých mykologů obsahovat nízké koncentrace gyromitrinu. Vodu použitou ke spaření těchto druhů hub je nutné slít a nepoužívat dále k přípravě pokrmu.
Některé druhy hub obsahují termolabilní jedy, jejichž stabilita je vyšší a spaření k jejich rozkladu nestačí. Takové je třeba tepelně zpracovávat po dobu min. 20 minut (vodu či šťávu však není třeba slívat, toxiny se rozloží na neškodné látky). V případě nedostatečného tepelného zpracování může dojít například k otravě satanoidního typu.